# Baracuda (groupe)
Baracuda est un groupe de dance allemand.

## Histoire
Les producteurs Axel Konrad et Ole Wierk (alias DJ Valium ) de Suprime Records créent le projet pendant l'hiver 2002 ; viennent ensuite Tobias Lammer alias DJ Toby Sky et la chanteuse Suny.
Le premier titre Damn! (Remember the Time) est une reprise de Verdammt, ich lieb’ Dich de Matthias Reim ; le titre se classe douzième des ventes en Allemagne. En juillet 2003, le troisième single Ass Up est 70e. Avec la reprise de I Will Love Again de Lara Fabian, Baracuda entre à l'été 2008 dans le Top 50. Paru en janvier 2009, Where Is the Love sample Amaranth de Nightwish et Poison d'Alice Cooper.
En 2010 et 2011, le groupe ne sort pas de singles, mais travaille sur un album qui n'aboutit pas. Il s'arrête après les deux singles prévus pour EMI.

## Discographie
Singles
- 16 décembre 2002 : Damn! (Remember the Time) (WEA/Warner)
- 28 juillet 2003 : I Leave the World Today (WEA/Warner)
- 25 juillet 2005 : Ass Up (Zeitgeist/Universal)
- 21 septembre 2007 : La Di Da (Suprime)
- 1er août 2008 : I Will Love Again (EMI)
- 2 janvier 2009 : Where Is the Love (EMI)

## Source de la traduction
- (de) Cet article est partiellement ou en totalité issu de l’article de Wikipédia en allemand intitulé « Baracuda » (voir la liste des auteurs).